# El sueño de una noche de San Juan
El sueño de una noche de San Juan es una película española de animación 3D dirigida por Ángel de la Cruz y Manolo Gómez, creadores de El bosque animado, sentirás su magia.

## Sinopsis
Dice la leyenda que en la noche de San Juan, los humanos pueden llegar al mundo de los duendes y las hadas, donde todos los sueños se hacen realidad. Pero Elena no cree en las leyendas. Su padre, el Gran Duque Teseo, gobernante soñador e idealista, está enfermo y ella intenta devolverle la ilusión aunque para ello deba emprender un viaje en busca de Titania, la reina de las hadas, acompañada por un escéptico banquero, Demetrio, y un fantasioso Lisandro. Para encontrar a esta bella mujer, Elena ha de entrar en el mundo de la magia y sólo lo puede hacer en el solsticio de verano.

## Taquilla
Según los datos del Ministerio de Cultura para los largometrajes estrenados en 2005, la taquilla de esta película alcanzó los 788.303,97 € con 173.769 espectadores, siendo la 24ª película nacional más vista de ese mismo ejercicio.
- Datos: Q2706570